# I Do Me
I Do Me – singel Malou Prytz, wydany 23 lutego 2019 i promujący debiutancki minialbum wokalistki Enter. Utwór napisali i skomponowali Isa Tengblad, Elvira Anderfjärd, Fanny Arnesson oraz Adéle Cechal. Singel dotarł do 10. miejsca na oficjalnej szwedzkiej liście sprzedaży.
Premiera teledysku do piosenki odbyła się 13 marca 2019, a wyreżyserowali go Love Örterström oraz Erik Essén.
Utwór brał udział w Melodifestivalen 2019, w którym zajął 12. miejsce.

## Lista utworów
- Digital download[1]

1. „I Do Me” – 2:43

## Notowania
| Kraj    | Notowanie (2019)  | Najwyższa pozycja |
| ------- | ----------------- | ----------------- |
| Szwecja | Sverigetopplistan | 10                |